# جفيفاء
جفيفاء هي قرية سعودية في منطقة حائل شمال المملكة العربية السعودية. تبعد 100 كم جنوب غرب حائل.